# Czuchleby
Czuchleby – wieś sołecka w Polsce położona w województwie mazowieckim, w powiecie łosickim, w gminie Łosice.
Mieszkańcy wyznania greckokatolickiego należeli do parafii Chotycze i uczęszczali do tamtejszej cerkwi unickiej.
Wierni Kościoła rzymskokatolickiego należą do parafii św. Wojciecha w Górkach. Prawosławni autochtoni należą natomiast do parafii 
św. Michała Archanioła w Nosowie.
Wieś była własnością starosty drohickiego Zbigniewa Ossolińskiego w 1673 roku, leżała w ziemi mielnickiej województwa podlaskiego w 1795 roku. Niegdyś istniała gmina Czuchleby. W latach 1975–1998 miejscowość administracyjnie należała do województwa bialskopodlaskiego.